# Zell Miller
Zell Miller (Young Harris, 1932. február 24. – Young Harris, 2018. március 23.) az Amerikai Egyesült Államok szenátora (Georgia, 2000–2005).